# 한국항만물류고등학교
한국항만물류고등학교(韓國港灣物流高等學校)는 대한민국 전라남도 광양시 진상면 섬거리에 있는 공립 고등학교이다.

## 학교 연혁
- 1948년 10월 15일 : 사립학교 진상학원 설립인가
- 1953년 4월 9일 : 광양동고등학교 인가
- 1954년 5월 28일 : 진상농업고등학교로 학칙변경 인가
- 1969년 12월 2일 : 진상실업고등학교로 학칙변경 인가
- 1973년 12월 24일 : 진상종합고등학교로 학칙변경 인가
- 1986년 9월 12일 : 진상고등학교로 학칙변경 인가 (인문과 4개 학급)
- 1995년 8월 23일 : 진상종합고등학교로 학칙변경 인가
- 2006년 2월 1일 : 다목적 체육관 준공
- 2006년 3월 1일 : 항만물류과 2학급 신설
- 2006년 8월 22일 : 특성화고등학교 지정 (항만물류과 2학급, 항만정보시스템과 3학급)
- 2007년 3월 1일 : 한국항만물류고등학교로 교명 변경
- 2009년 2월 13일 : 마이스터고 지정
- 2010년 3월 1일 : 물류장비기술과, 물류시스템운영과로 학과 개편
- 2010년 3월 2일 : 마이스터고 개교식(신입생 103명)
- 2021년 9월 1일 : 제20대 오민영 교장 부임
- 2025년 1월 9일 : 제70회 졸업생 65명(총 8,054명)
- 2025년 3월 4일 : 마이스터고 제16기 90명 입학

## 설치 학과
- 물류장비기술과
- 물류시스템운영과

## 참고 자료
- 한국항만물류고등학교 - 한국교육학술정보원 학교알리미